# Niżnieje Sanczelejewo
Niżnieje Sanczelejewo (ros. Нижнее Санчелеево) – wieś (sieło) w Rosji, w obwodzie samarskim, w rejonie stawropolskim. W 2021 liczyła 2487 mieszkańców.

## Urodzeni
- Iwan Buzyckow - radziecki wojskowy.